# Saint-Martin-au-Laërt
Saint-Martin-au-Laërt és un municipi francès situat al departament del Pas de Calais i a la regió dels Alts de França. L'any 2007 tenia 3.823 habitants.

## Demografia

### Població
El 2007 la població de fet de Saint-Martin-au-Laërt era de 3.823 persones. Hi havia 1.569 famílies de les quals 452 eren unipersonals (99 homes vivint sols i 353 dones vivint soles), 530 parelles sense fills, 439 parelles amb fills i 148 famílies monoparentals amb fills.
La població ha evolucionat segons el següent gràfic:
Habitants censats

### Habitatges
El 2007 hi havia 1.649 habitatges, 1.595 eren l'habitatge principal de la família, 6 eren segones residències i 47 estaven desocupats. 1.417 eren cases i 232 eren apartaments. Dels 1.595 habitatges principals, 1.147 estaven ocupats pels seus propietaris, 432 estaven llogats i ocupats pels llogaters i 16 estaven cedits a títol gratuït; 1 tenia una cambra, 55 en tenien dues, 140 en tenien tres, 329 en tenien quatre i 1.070 en tenien cinc o més. 1.205 habitatges disposaven pel capbaix d'una plaça de pàrquing. A 859 habitatges hi havia un automòbil i a 484 n'hi havia dos o més.

### Piràmide de població
La piràmide de població per edats i sexe el 2009 era:
| Homes | Edats   | Dones |
| ----- | ------- | ----- |
| 0     | 95 o +  | 4     |
| 0     | 90 a 94 | 4     |
| 8     | 85 a 89 | 32    |
| 28    | 80 a 84 | 24    |
| 56    | 75 a 79 | 80    |
| 96    | 70 a 74 | 80    |
| 104   | 65 a 69 | 132   |
| 132   | 60 a 64 | 196   |
| 92    | 55 a 59 | 112   |
| 128   | 50 a 54 | 128   |
| 124   | 45 a 49 | 124   |
| 128   | 40 a 44 | 136   |
| 152   | 35 a 39 | 164   |
| 128   | 30 a 34 | 152   |
| 108   | 25 a 29 | 104   |
| 60    | 20 a 24 | 92    |
| 140   | 15 a 19 | 160   |
| 200   | 10 a 14 | 116   |
| 100   | 5 a 9   | 116   |
| 84    | 0 a 4   | 128   |

## Economia
El 2007 la població en edat de treballar era de 2.349 persones, 1.545 eren actives i 804 eren inactives. De les 1.545 persones actives 1.356 estaven ocupades (738 homes i 618 dones) i 190 estaven aturades (89 homes i 101 dones). De les 804 persones inactives 296 estaven jubilades, 223 estaven estudiant i 285 estaven classificades com a «altres inactius».

### Ingressos
El 2009 a Saint-Martin-au-Laërt hi havia 1.565 unitats fiscals que integraven 3.786 persones, la mediana anual d'ingressos fiscals per persona era de 16.398 €.

### Activitats econòmiques
Dels 178 establiments que hi havia el 2007, 2 eren d'empreses alimentàries, 1 d'una empresa de fabricació d'elements pel transport, 7 d'empreses de fabricació d'altres productes industrials, 12 d'empreses de construcció, 62 d'empreses de comerç i reparació d'automòbils, 6 d'empreses de transport, 9 d'empreses d'hostatgeria i restauració, 10 d'empreses financeres, 7 d'empreses immobiliàries, 21 d'empreses de serveis, 31 d'entitats de l'administració pública i 10 d'empreses classificades com a «altres activitats de serveis».
Dels 36 establiments de servei als particulars que hi havia el 2009, 1 era una oficina de correu, 1 una oficina bancària, 7 tallers de reparació d'automòbils i de material agrícola, 2 tallers d'inspecció tècnica de vehicles, 3 guixaires pintors, 1 fusteria, 4 lampisteries, 3 electricistes, 1 empresa de construcció, 5 perruqueries, 1 veterinari, 5 restaurants, 1 agència immobiliària i 1 tintoreria.
Dels 21 establiments comercials que hi havia el 2009, 3 eren supermercats, 1 un supermercat, 1 una botiga de menys de 120 m², 2 carnisseries, 1 una carnisseria, 1 una peixateria, 1 una llibreria, 1 una botiga de roba, 1 una sabateria, 4 botigues de mobles, 1 una botiga de mobles, 1 una perfumeria i 3 floristeries.
L'any 2000 a Saint-Martin-au-Laërt hi havia 5 explotacions agrícoles.

## Equipaments sanitaris i escolars
El 2009 hi havia 2 farmàcies i 1 ambulància.
El 2009 hi havia 2 escoles maternals i 2 escoles elementals.

## Poblacions més properes
El següent diagrama mostra les poblacions més properes.